# Attentat auf Robert F. Kennedy

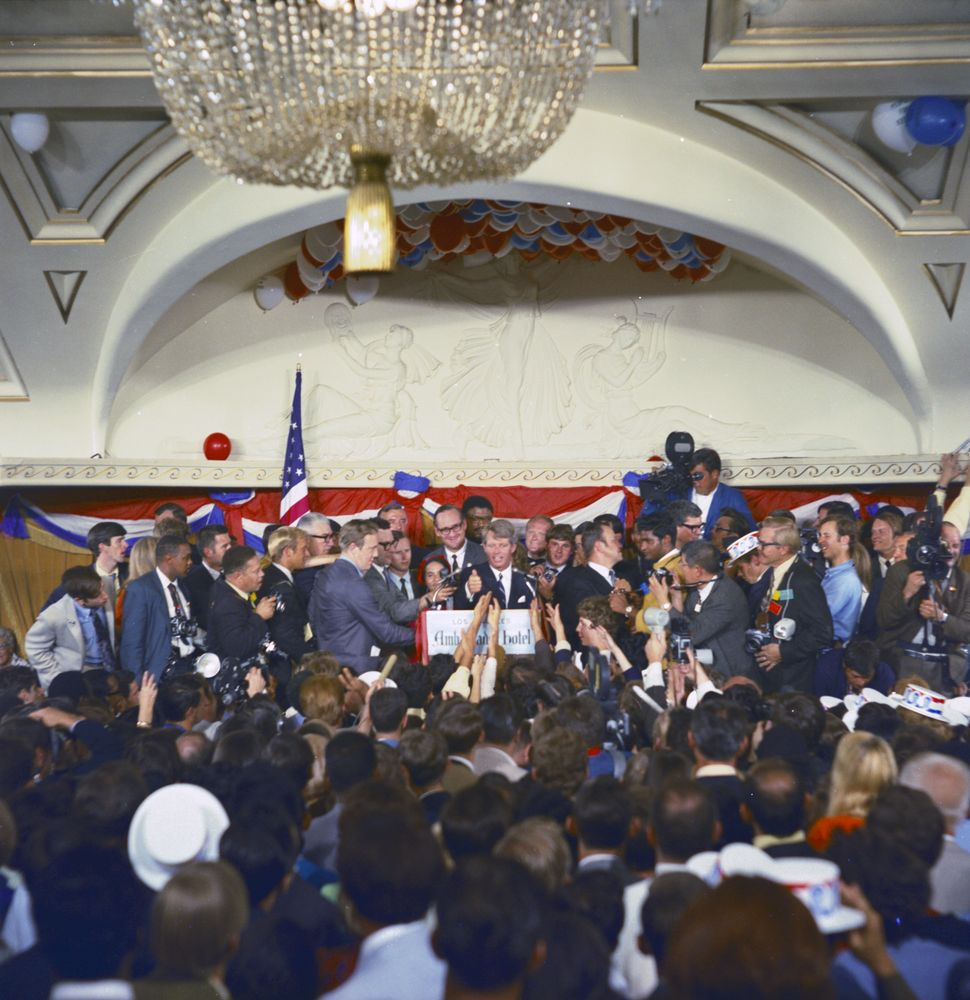
Robert F. Kennedy im Ambassador Hotel, kurz vor dem Attentat

Am 5. Juni 1968 wurde im Ambassador Hotel in Los Angeles ein Attentat auf Robert F. Kennedy verübt. Ein 24-jähriger Palästinenser namens Sirhan Sirhan schoss dreimal auf ihn. Kennedy, damals Senator des Bundesstaates New York, starb am Tag darauf. Sirhan wurde am Tatort überwältigt, festgenommen und 1969 zum Tode verurteilt; 1972 wurde die Strafe in eine lebenslange Freiheitsstrafe umgewandelt.

Kennedy wurde neben seinem Bruder, US-Präsident John F. Kennedy, begraben, der 1963 ebenfalls von einem Attentäter erschossen worden war. US-Vizepräsident Lyndon B. Johnson wurde neuer US-Präsident. Da dieser 1968 nicht mehr antrat, stellten die Demokraten neue Kandidaten zur Nominierung für die Präsidentschaftswahl 1968 auf, darunter Robert F. Kennedy. Vor seiner Ermordung hatte er die Vorwahl in Kalifornien gewonnen.
Der Demokrat Hubert Humphrey trat bei der Präsidentschaftswahl an und verlor gegen den Republikaner Richard Nixon.

## Die Ereignisse

### Vorgeschichte

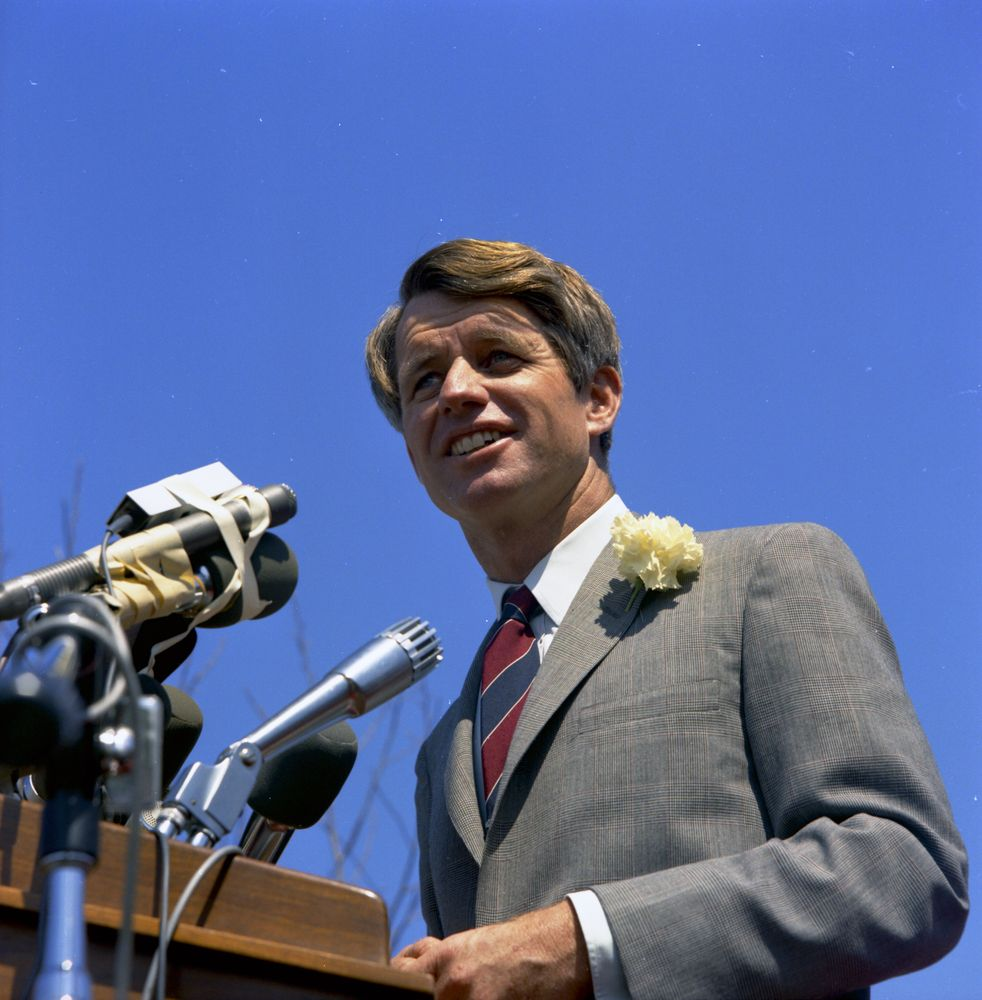
Kennedy bei einer Wahlkampagne in Kalifornien (1968)

Robert F. Kennedy wurde am 20. November 1925 geboren und war das siebte Kind des Diplomaten Joseph P. Kennedy und seiner Frau, Rose Kennedy. Sein älterer Bruder, John F. Kennedy, wurde 1960 zum US-Präsident gewählt und hatte Robert zum Justizminister in sein Kabinett berufen.
Nach dem Attentat auf John F. Kennedy wurde der damalige Vizepräsident Lyndon B. Johnson US-Präsident. Er gewann die
Präsidentschaftswahl 1964, kandidierte 1968 aber wegen seines gesundheitlichen Zustandes nicht mehr.
Am 16. März 1968 kündigte Robert F. Kennedy seine Beteiligung im Rennen um die Nominierung zum Präsidentschaftskandidaten der Demokraten an; einige Tage zuvor gewann Eugene McCarthy eine große Prozentzahl an Stimmen der New Hampshire Vorwahlen und wurde später zum Kontrahenten Kennedys. Ebenso erklärte der US-Vizepräsident Hubert Humphrey seine Teilnahme.

### Attentat
Am 4. Juni erhielt Kennedy bei den kalifornischen Vorwahlen 46 % der Stimmen und errang somit den Sieg. Nachdem er mit dem Senator George McGovern telefoniert hatte, empfing er in der Nacht zum 5. Juni um 00:10 Uhr in einem Saal des Ambassador Hotels in Los Angeles ein großes Publikum. Als Sicherheitskräfte begleiteten ihn der Agent William Barry sowie zwei Leibwächter, darunter der Sportler Rafer Johnson. Kennedy beendete seine Ansprache mit den Worten: „Meinen Dank an euch alle; und jetzt weiter nach Chicago, lasst uns dort gewinnen.“
Kennedy verzichtete darauf, die zweite Ansammlung von Menschen im Hotel zu empfangen und nahm eine Abkürzung durch die Hotelküche, um zur Presse zu gelangen. In der Küchenabteilung schüttelte Kennedy immer wieder die Hände von Menschen, bevor er sich seiner Bedienungshilfe, Juan Romero, zuwendete. Unterdessen näherte sich der Palästinenser Sirhan Sirhan dem Demokraten und feuerte mehrmals seinen Iver-Johnson-Revolver mit Kaliber .22 ab, den er unter einem aufgerollten Plakat versteckt hatte. Kennedy fiel auf den Boden, während Sirhan von Kennedys Leibwächter mehrfach ins Gesicht geschlagen und zu einem Tisch gezerrt wurde. Sirhan feuerte seine Schusswaffe weiter ab und traf damit ebenfalls Ira Goldstein, Elizabeth Evans und Irwin Stroll. Reporter stürmten in den Saal, während Kennedy seinen Kopf zu Romero drehte und fragte: „Geht es allen gut?“. Romero bestätigte dies, woraufhin Kennedy sagte: „Alles wird gut sein.“ Dann kam seine Frau Ethel Kennedy dazu und kniete sich neben ihn. Sie war im dritten Monat schwanger und hatte zuvor bereits zehn Kinder zur Welt gebracht.
Nach einer Weile erreichten Sanitäter das Hotel und hoben Kennedy vom Boden, wobei dieser flüsterte: „Hebt mich nicht hoch.“ Dies waren seine letzten Worte; dann verlor er das Bewusstsein. Kennedy wurde zum Central Receiving Hospital gebracht, wo eine Herz-Lungen-Wiederbelebung durchgeführt wurde. Später lieferte man ihn ins Good Samaritan Hospital am Wilshire Boulevard, wo Ärzte eine Operation veranlassten. Kennedy war dreimal angeschossen worden; eine der Kugeln drang in seinen Kopf ein, die zwei anderen waren auf seine rechte Achselhöhle gefeuert worden, doch nur eine davon befand sich noch im Körper. Trotz vierstündiger Operation blieb sein Zustand kritisch und am 6. Juni um 01:44, ungefähr 26 Stunden nach dem Attentat, wurde Kennedy für tot erklärt.

### Bestattung

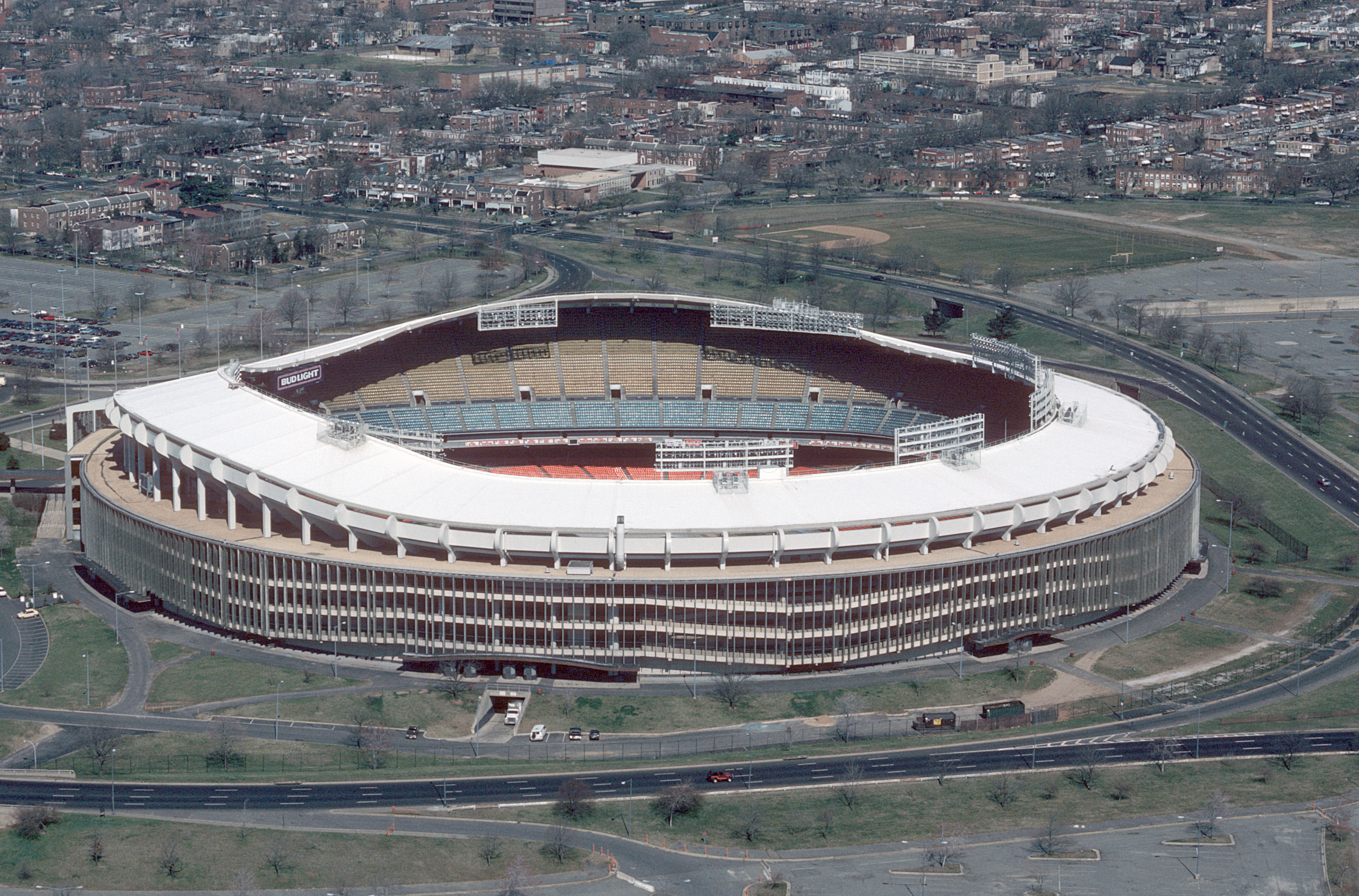
Robert F. Kennedy Memorial Stadium (1988)

Die Bestattung Kennedys fand am 8. Juni statt. Sein Sarg wurde von Manhattan in einem Zug nach Washington, D.C. transportiert. Entlang der Gleise stellten sich tausende Menschen auf und trauerten. Kennedy wurde auf dem Nationalfriedhof Arlington neben seinem Bruder John begraben. Ethel Kennedy brachte im Dezember ihr letztes Kind, Rory Kennedy, zur Welt und gründete noch im selben Jahr die Menschenrechtsorganisation „Robert F. Kennedy Human Rights“. Jackie Kennedy, Witwe von John F. Kennedy, schrieb infolge des Attentats einen Brief an Ethel, in dem sie ihr Beileid und Mitgefühl aussprach. 1969 wurde das D.C. Stadium in Washington zum Robert F. Kennedy Memorial Stadium umbenannt.

## Verschwörungstheorien zum Attentat auf Robert F. Kennedy

### Verurteilung
Laut der Zeit schrie Sirhan Zeugen zufolge unmittelbar nach der Tat: „Ich habe es für mein Land getan!“ Er wurde 1969 zum Tode verurteilt, das Urteil später in eine lebenslängliche Strafe umgewandelt. Seither beteuert Sirhan, der in einem Staatsgefängnis von Coalinga inhaftiert ist (Stand: Januar 2021), seine Unschuld. Über die Jahre nahm er an diversen Interviews Teil, in denen er seine Darstellung des Tathergangs schilderte und für neue Untersuchungen sowie einen neuen Gerichtsprozess plädierte.

### Zweiter Schütze
Zeugen beschrieben Sirhans Position westlich  von Kennedy, dessen Schusswunden aber von hinten eintraten. Nach Ansicht des Pathologen Thomas Noguchi, der die Obduktion Kennedys vornahm, gab es einen zweiten Schützen. Die Analysen der Audioaufnahmen deuteten darauf hin, dass insgesamt 13 Schüsse fielen und dies in Abständen, die zu gering für nur eine Schusswaffe waren. Außerdem enthielt Sirhans Revolver nur acht Kugeln. Kennedys Sohn, Robert F. Kennedy Jr., sagte in einem Interview, „man kann nicht 13 Schüsse aus einer Waffe mit acht Schüssen feuern.“ Bereits 1975 ergab eine Untersuchung von Forensikexperten, dass die Kugeln aus Sirhans Revolver nicht zu denen in Kennedys Körper passten. Sirhans Verteidiger behaupteten 2011, dass die Kugeln infolge des Tathergangs mit denen des Palästinensers ausgetauscht wurden, um ihn zu beschuldigen.

### Die Frau im gepunkteten Kleid
Zeugen zufolge hielt sich vor und nach dem Attentat eine Frau in einem gepunkteten Kleid im Ambassador Hotel auf, gelegentlich in Begleitung von Sirhan. Die Wahlkampfhelferin Sandra Serrano sagte aus, dass die Frau um 23:30 auf den Treppen zum Ballsaal saß, bevor zwei Männer, darunter Sirhan, an ihr vorbeiliefen. Serrano zufolge waren 30 Minuten später die Schüsse zu hören. Sie sah die Frau erneut, wie sie mit dem anderen Mann das Hotel verließ und die Worte, „Wir haben ihn erschossen! Wir haben ihn erschossen!“ rief. Als Serrano die Frau fragte, wen sie meinte, antwortete diese: „Senator Kennedy.“

### CIA
In der Dokumentation RFK Must Die wird gemutmaßt, dass drei hochrangige CIA-Mitglieder für die Ermordung Kennedys verantwortlich seien. Der Regisseur Shane O’Sullivan schloss dies aus Foto- und Videomaterial, das er gesehen hatte. Er identifizierte die drei CIA-Mitarbeiter als David Sánchez Morales, Gordon Campbell und George Joannides, wobei spätere Ermittlungen ergaben, dass Campbell bereits sechs Jahre zuvor gestorben war. Zudem äußerte die Familie Morales, dass Sullivan den CIA-Mitarbeiter mit jemand anderem verwechselte. Dennoch blieb er bei seinen Anschuldigungen.